# Frank Foley

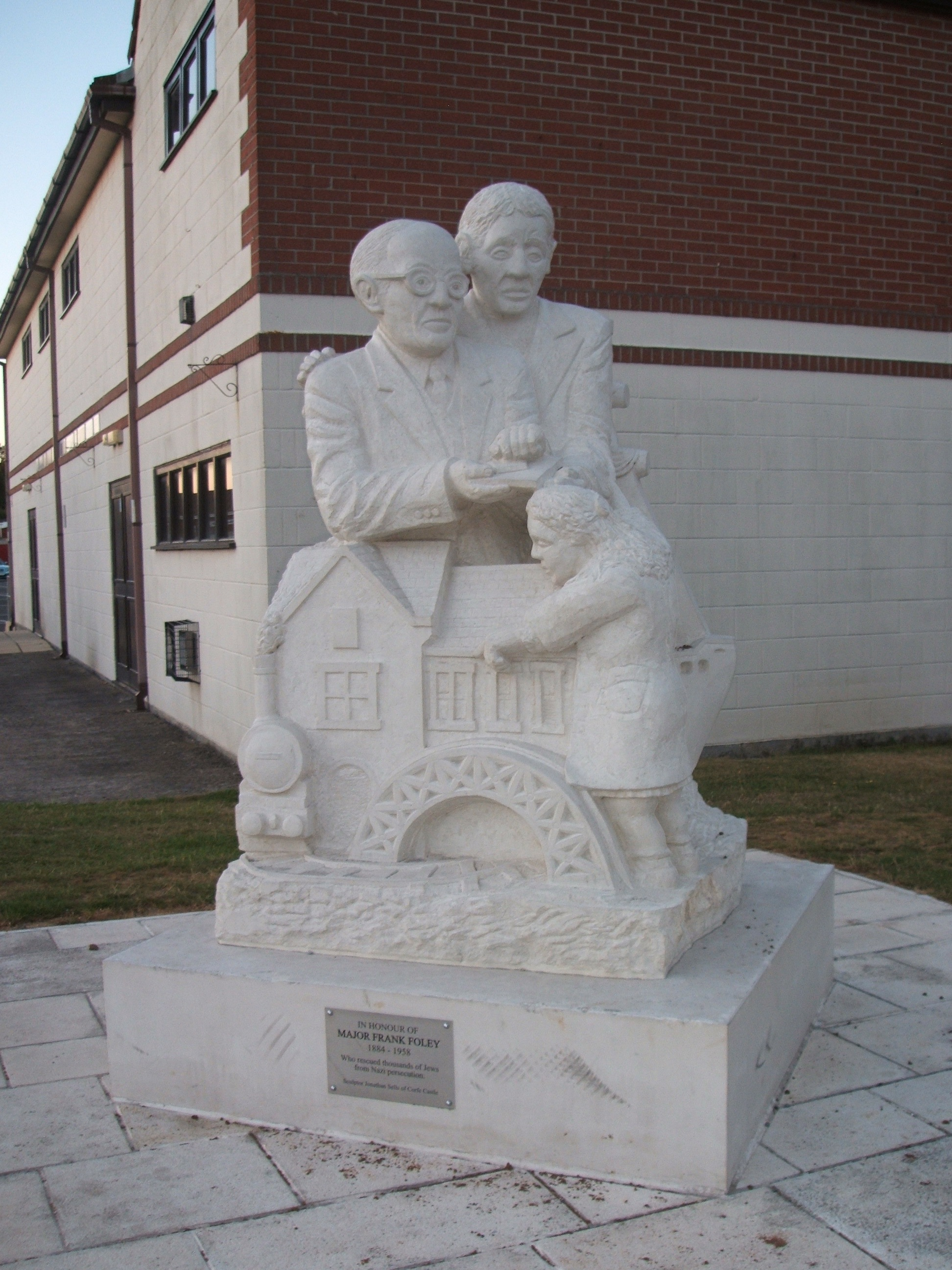
Statue zum Gedenken an Frank Edward Foley in Highbridge (England)

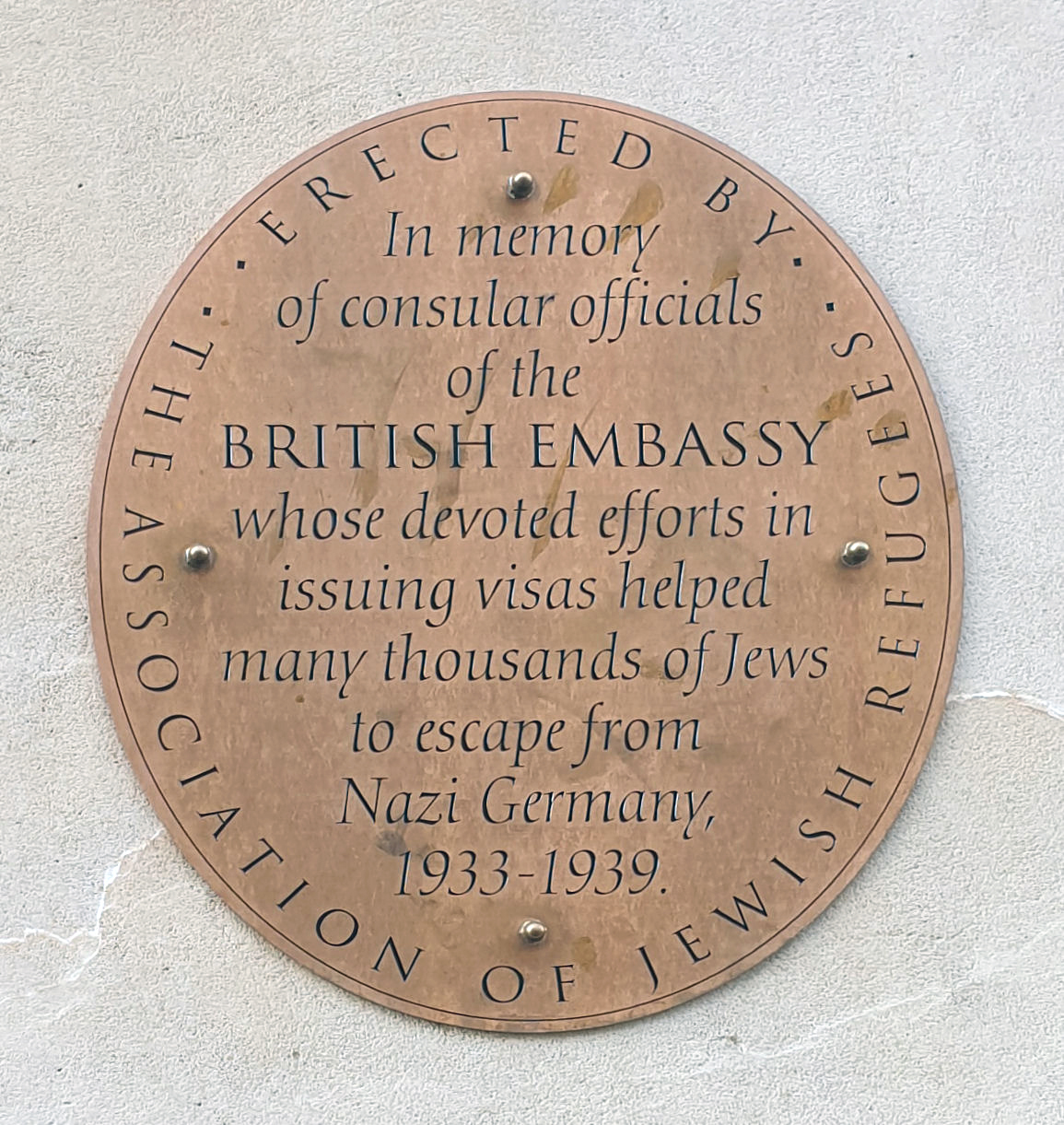
Gedenktafel an der Britischen Botschaft in Berlin-Mitte

Frank Foley (eigentlich Francis Edward Foley; * 24. November 1884 in Highbridge; Somerset; † 8. Mai 1958 in Stourbridge) war ein britischer Nachrichtendienstler beim MI6. Er ermöglichte in den 1930er Jahren vielen Juden die Flucht aus Deutschland.

## Leben und Tätigkeit
Zum Zeitpunkt des Ausbruchs des Ersten Weltkrieges hielt sich Foley als Student der Philosophie in Hamburg auf. Um sich der Verhaftung als „feindlicher Ausländer“ zu entziehen, floh er nach Emden, von wo er mit Hilfe einiger Fischer ins neutrale Holland fliehen konnte. In seine Heimat zurück gelangt trat er in die britische Armee ein. Er wurde als Second Lieutenant an die Westfront geschickt, wo er schwer verwundet wurde. Nach seiner Genesung übernahm er die Aufsicht über ein Spionagenetzwerk in Frankreich, Belgien und den Niederlanden.
In den 1930er Jahren wurde Foley als Leiter der Außenstelle des Secret Intelligence Service, des britischen Auslandsgeheimdienstes, in Berlin nach Deutschland geschickt. Zur Tarnung seiner Tätigkeit hatte er offiziell die Funktion eines Beamten für Passangelegenheiten (passport control officer) bei der britischen diplomatischen Vertretung in der deutschen Hauptstadt inne, wobei sich hinter der Passabteilung der Botschaft die Operationszentrale des MI6 in Berlin verbarg.
Nachdem er zunächst vor allem mit der Überwachung der Bewegungen sowjetischer Spione und Agitatoren in Mitteleuropa befasst gewesen war, rückte im Verlauf der 1930er Jahre die zunehmend aggressiver werdende Politik seines Gastlandes in den Fokus von Foleys Tätigkeit.
Zusammen mit Wilfrid Israel und Hubert Pollack organisierte Foley die Rettung von Juden, die bereits in die ersten Konzentrationslager gebracht worden waren. Pollack hatte Kontakte zur Gestapo, Wilfrid Israel hatte Geld und direkte Verbindungen zu Sponsoren im Ausland, Foley war für die Erteilung von Visa verantwortlich. Die Leute kamen zu Wilfrid Israel und baten um seine Hilfe bei der Freilassung ihrer Verwandten aus den Konzentrationslagern. Wilfrid Israel gab Pollack die notwendigen Mittel, Pollack erhielt die Dokumente, und Foley erteilte denjenigen Visa, die von Wilfrid Israel und Pollack günstig beurteilt und von der Gestapo bereits auf die schwarze Liste gesetzt worden waren. Pollack und Wilfrid Israel informierten Foley über alle von der Gestapo in den Reihen der Visumantragsteller eingeschleusten Agenten. Diese Geschichte spiegelt sich unter anderem im Film „Das lebenswichtige Bindeglied: Die Geschichte von Wilfrid Israel“ wider.
Anerkennung brachten ihm nach 1945 vor allem seine Bemühungen zur Fluchthilfe für Juden in Deutschland während der Zeit des Nationalsozialismus. Zu diesem Zweck interpretierte er die Visavorschriften des Foreign Office sehr großzügig und stellte bisweilen gefälschte Papiere aus, um Juden die Ausreise aus dem deutschen Herrschaftsgebiet zu ermöglichen. Obwohl er keine diplomatische Immunität genoss, holte er sogar Juden aus Konzentrationslagern und versteckte sie in seiner eigenen Wohnung.
Von den nationalsozialistischen Polizeiorganen wurde Foley nach dem Ausbruch des Zweiten Weltkriegs als wichtige Zielperson eingestuft: Im Frühjahr 1940 setzte das Reichssicherheitshauptamt in Berlin ihn auf die Sonderfahndungsliste G.B., ein Verzeichnis von Personen, die im Falle einer erfolgreichen deutschen Invasion Großbritanniens durch die Sonderkommandos der SS-Einsatzgruppen mit besonderer Priorität ausfindig gemacht und verhaftet werden sollten.
Während des Zweiten Weltkrieges war Foley mit der Enttarnung deutscher Agenten in Großbritannien betraut, zudem unternahm er Bemühungen, feindliche Agenten „umzudrehen“, d. h. deutsche Agenten zu Doppelagenten zu machen, die in der Wahrnehmung der deutschen Stellen für diese gegen Großbritannien, tatsächlich aber für Großbritannien gegen diese arbeiteten. 1941 war er der erste britische SIS-Mitarbeiter, der den NS-Politiker Rudolf Heß, nachdem dieser in britische Hände geriet, verhörte.

## Ehrungen
1959 wurde ihm zu Ehren von den Geretteten ein Gedächtnishain auf einem Hügel bei Jerusalem angelegt. 1999 erhielt Foley den Titel „Gerechter unter den Völkern“ und eine Gedenktafel in der Holocaust-Gedenkstätte Yad Vashem. 2004 wurde eine Gedächtnisplakette in Foleys Heimatstadt Stourbridge angebracht; im gleichen Jahr wurde auf dem Gelände der britischen Botschaft in Berlin ein Gedenkstein aufgestellt. 2018 wurde dort eine Statue von ihm durch Prinz William enthüllt.